# میزبان (ورزش‌ها)

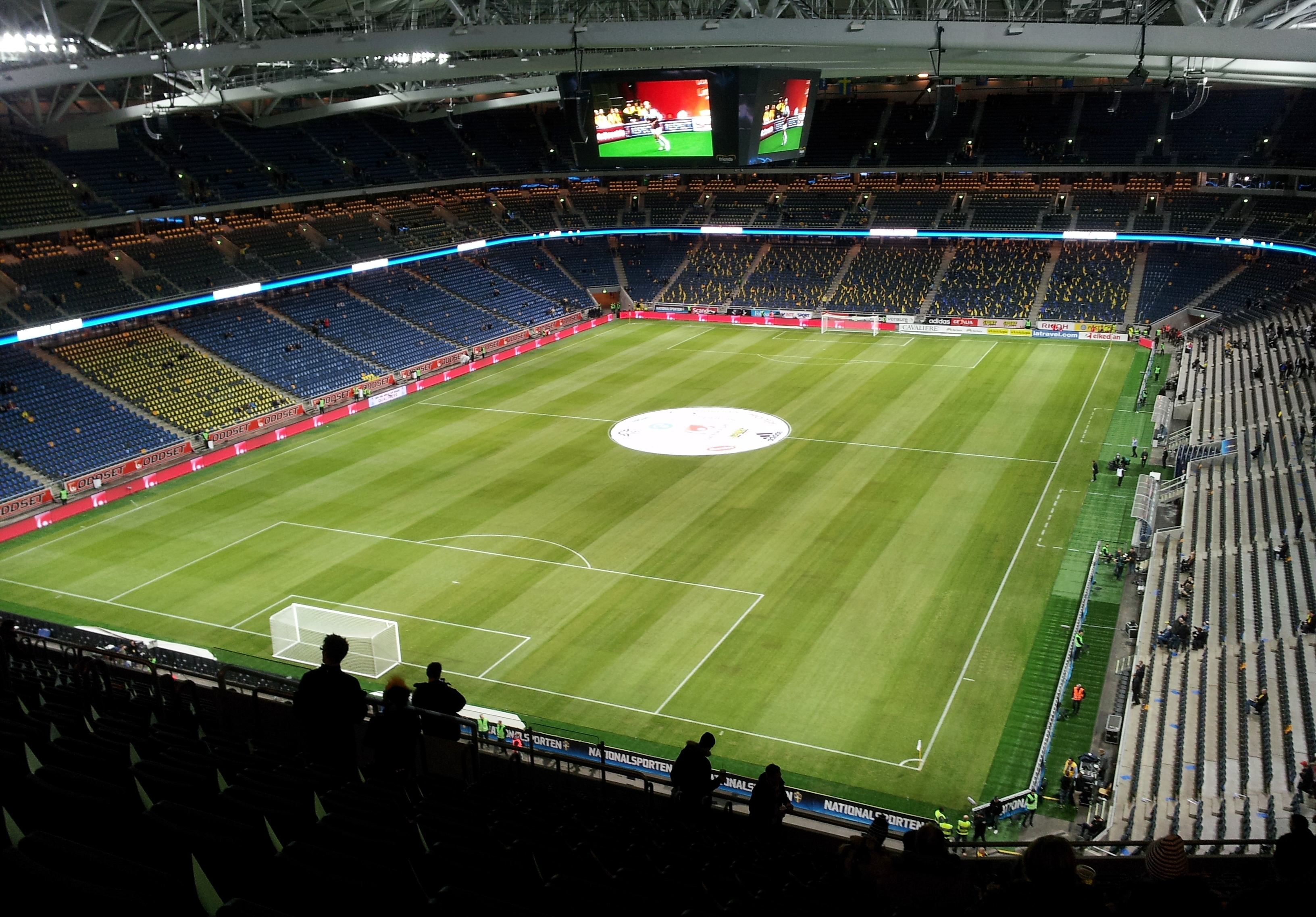
نمایی از ورزشگاه فوتبال برای تیم میزبان

میزبان (انگلیسی: Home) در ورزش، خانه؛ مکان و محل برگزاری‌ای است که توسط یک تیم ورزشی مشخص می‌شود. بیشتر تیم‌های حرفه ای به مناطق خاص کلان‌شهرها بازاریابی و نامگذاری می‌شوند؛ تیم‌های آماتور ممکن است از یک منطقه خاص یا از موسساتی مانند مدارس یا دانشگاه‌ها استفاده کنند. گفته می‌شود وقتی آنها در آن مکان بازی می‌کنند، «تیم خانه» هستند. وقتی تیم در جای دیگری بازی می‌کند، تیم دور از خانه، مهمان یا تیم جاده‌ای هستند. تیم‌های خانگی پیراهن اصلی را می‌پوشند.

## محل برگزاری
هر تیم مکانی دارد که در طول فصل و در آنجا میزبان بازی‌هایش باشد. این مکان، زمین خانگی، ورزشگاه خانگی، صحنه خانگی و یخ خانگی هم نامیده‌می‌شود. هنگامی که یک تیم به عنوان میزبان یک رقابت مشغول خدمت است، به عنوان «تیم خانه» معرفی می‌شود. این رویداد به عنوان «بازی خانگی» برای آن تیم توصیف شده‌است و محلی که بازی در آن انجام می‌شود به عنوان «زمین خانگی» توصیف شده‌است.

## پیراهن تیم
میزبان‌ها معمولاً از پیراهن‌های اول (اصلی) خود در بازی‌های خانگی استفاده می‌کنند.